# Janelle Parks
Janelle Parks (Kettering, 1 d'agost de 1962) va ser una ciclista nord-americana campiona d'una medalla de plata al Campionat del món en ruta de Colorado Springs 1986, per darrere de la francesa Jeannie Longo. També es proclamà Campiona nacional en ruta el 1987. Va participar en els Jocs Olímpics de 1984.

## Palmarès
- 1992
  - 1a al Tour de l'Aude i vencedora d'una etapa
- 1987
  -  Campiona dels Estats Units en ruta
- 1988
  - Vencedora d'una etapa al Tour de Gila
- 1993
  - Vencedora d'una etapa al Tour de Gila